# Dues espases
La doctrina de les dues espases (en llatí utrumque gladium) al·ludeix a la relació política que s'estableix entre el poder temporal, representat per l'emperador germànic o romà d'Orient a l'Europa medieval, i el poder religiós, encarnat pel Papa. Aquesta doctrina, amb diverses interpretacions, és predominant en el pensament polític europeu medieval i deriva en la concepció moderna de la separació entre l'Església i l'Estat. Durant tota l'etapa medieval, la relació entre tots dos poders (regnum i sacerdotium) va oscil·lar entre la col·laboració i la tensió. Ja des de Carlemany, primer emperador germànic d'Occident, la disputa entre una i altra instància per l'exercici suprem de la sobirania o dominium mundi  va originar conflictes com la Querella de les investidures o el cisma d'Occident, centrats en la delimitació de les esferes jurisdiccionals respectives i el dret de nomenament dels càrrecs eclesiàstics.
L'arrel de la doctrina és romà (als sacerdots els correspon l'auctoritas i als governants la potestas), si bé també té una base bíblica en l'expressió "Doneu al Cèsar el que és del Cèsar i a Déu el que és de Déu" (Mateu XXII, 15-21 i Marc XII, 13-17) o "Senyor, vet aquí les dues espases (Lluc, XXII, 38). La primera traducció de la teoria és el cesaropapisme o primacia del poder temporal sobre el religiós amb l'emperador com a cap de l'Església, inaugurat per Constantí I el Gran. El cesaropapisme es prolongarà en l'Imperi Romà d'Orient, hereu de l'Imperi Romà d'Orient i influirà en els emperadors d'occident a partir de Carlemany i els seus successors otònides, que reivindiquen l'ascendència divina de la reialesa. Al seu torn, els papes exerceixen el dret de coronar i deposar els emperadors en tant que jutges delegats del tribunal diví així com la sobirania temporal en els seus dominis territorials des de la falsa donació de Constantí (Patrimoni de Sant Pere o Estats pontificis), el que a la pràctica els acabarà equiparant a la resta de monarques cristians.
Entre els tractadistes polítics de l'Occident medieval, la teoria de les dues espases tindrà dues grans interpretacions: la tesi hierocràtica, desenvolupada per Gregori VII, segons la qual el pontífex ostenta els dos poders i els distribueix, quedant en mans de l'emperador el poder temporal de manera secundària i subordinada, i la tesi dualista, que planteja una distribució equilibrada, segons la qual el papa ostenta l'auctoritas i usus dels dos poders, espiritual i material, però delega l'usus del segon a la potestas de l'emperador.
Una de les primeres referències conegudes de l'ús polític del concepte és la carta del papa Gelasi I (492-496) a l'emperador d'Orient Anastasi I en la qual el commina a obeir l'autoritat eclesiàstica en comptes de voler dominar-la. En canvi, pensadors com Marsili de Pàdua argumentaran que la sobirania és una i tots dos poders s'han de diferenciar radicalment, corresponent al poder temporal el govern de totes les coses humanes, inclosa l'organització eclesiàstica. No obstant això, la visió predominant entre els tractadistes és la de l'equilibri dins de la tesi dualista, amb diferents gradacions: en Tomàs d'Aquino, el poder temporal queda subordinat de manera indirecta a l'espiritual; en Joan de París gaudeix d'una autonomia relativa, que Dante, màxim defensor de l'autonomia de l'imperi fa absoluta, mentre que Egidi Romà difumina les dues esferes.
Malgrat la tensió entre els dos poders, diversos autors han posat de manifest la relació d'interdependència entre papat i l'Imperi que sintetitza l'al·legoria de les dues espases, en tant que l'Església era l'única entitat capaç de conferir a l'Imperi l'aura de sacralitat que necessitava per afirmar-se com a únic imperi veritable entre tots els altres i l'Imperi era l'única instància que podia facilitar al papat la protecció militar que necessitava.